# Vidija
Vidija je trgovački naziv za vrstu tvrdih metala koje je 1926. njemačka tvrtka Krupp uvela u proizvodnju pod nazivom Widia ((njem. wie Diamant - u prijevodu poput dijamanta)). Vidija je kompozitni materijal, s volframovim karbidom WC kao tvrdom fazom i kobaltom (10%) kao veznim metalom. Zbog velike tvrdoće vidija se ponajviše koristi za izradu oštrica reznih alata kao što su svrdla za kamen i beton.

## Tvrdi metal
Tvrdi metal ili tvrda legura se upotrebljava za izradu visokokvalitetnih reznih alata, kod kojih mogu da se primijene velike brzine rezanja i dobije visok kvalitet površine koja se obrađuje. Zbog visokih temperatura koje se pri postupcima rezanja razvijaju (> 700 °C), zahtjev u svojstvima se prije svega odnosi na veliku tvrdoću, otpornost na trošenje i stabilnost osobina na povišenim temperaturama (puzanje). Rezni alati izrađeni od tvrdih metala imaju bolja svojstva od alata izrađenih od brzoreznih čelika, posebno bolja svojstva rezanja na povišenim temperaturama. Izrađuju se postupkom sinterovanja (metalurgija praha) kao na primjer tvrde legure na osnovi volframovog karbida, titanijevog karbida, titanijevog nitrida (kompozitni materijal) i postupkom lijevanja kao što su steliti, za brzine do 500 m/min i temperature do 1000 ºC. Zbog načina dobivanja, ali i velike tvrdoće, tvrdi metali ne mogu da se oblikuju plastičnim deformiranjem, niti da se toplinski obrađuju.